# Dragon Ball Z: Gekitou Tenkaichi Budokai
Dragon Ball Z: Gekitou Tenkaichi Budokai (ドラゴンボールZ 激闘天下一武道会, Doragon Bōru Zetto Gekitō Tenkaichi Budōkai, lit. Dragon Ball Z: A Maior Luta do Torneio de Artes Marciais da Terra) jogo de videogame baseado no anime Dragon Ball Z lançado somente no Japão em 29 de dezembro de 1992 para o sistema Famicom pela Bandai.
O jogo veio com um acessório especial de leitor de cartões chamado Datach Joint Rom System e diversos cartões que que são adicionados neste acessório a fim de selecionar o seu personagem. 
No acessório original veio no total 40 cartões com imagens dos personagens de Dragon Ball Z, que são deste a saga Saiyajin até a saga Cell.